# مختار مقني
مختار مقني (من مواليد 24 يوليو 1989 في معسكر) هو لاعب كرة قدم جزائري يلعب مع شباب بجاية في الرابطة الجزائرية المحترفة الأولى.

## المسيرة الكروية

### مع النوادي
في 19 يوليو 2010، أُعير مقني من قبل وفاق سطيف إلى مولودية سعيدة لموسم واحد.

### دوليًا
في سبتمبر 2007، استدعي مقني للمنتخب الجزائري لأقل من 20 عاما للمشاركة في النسخة الأولى من كأس البحر الأبيض المتوسط الذي أقيم في صقلية بإيطاليا. في عام 2008، كان عضوا في فريق تحت 20 سنة الذي تعادل 0-0 مع موريتانيا في الدور التمهيدي لبطولة أفريقيا لكرة القدم للشباب.
في عام 2008، استدعي مقني للمنتخب الجزائري لأقل من 23 عاما في معسكر تدريبي لمدة خمسة أيام في الجزائر العاصمة. منذ ذلك الحين، كان عضوًا منتظمًا في فريق تحت 23 عامًا. في 29 أبريل 2011، سجل هدفه الأول مع فريق تحت 23 سنة، بهدف في الدقيقة 20 في مباراة الفوز بنتيجة 1-0 ضد منتخب النيجر.

## التتويجات
- وفاق سطيف
  - كأس الجزائر : 2011-12

## روابط خارجية
- مختار مقني على موقع قاعدة بيانات كرة القدم.إي يو (الإنجليزية)
- مختار مقني على موقع Soccerway.com (الإنجليزية)